# Vi
vi (от англ. visual, по-русски читается «ви-ай») — серия текстовых редакторов операционных систем семейства UNIX.

## История
Первая версия была написана Биллом Джоем в 1976 году.
В то время наиболее распространённым был редактор ed. Поскольку он был довольно сложным для «простого смертного», George Coulouris разработал редактор em (англ. editor for mortals — «редактор для смертных»). Билл Джой модифицировал редактор em и назвал его en, а позже на его основе создал ex, в котором появился визуальный режим, вызывавшийся командой vi. Так как пользователи больше времени проводили в визуальном режиме, ex 2.0, ставший частью 2BSD, сразу запускался уже в нём. Так появился vi, бывший в то время всего лишь жёсткой ссылкой на ex.
Редактор писался для терминала ADM-3A, имевшего ограниченную клавиатуру: на ней не было выделенных клавиш-стрелок, а из модификаторов доступны только ⇧ Shift и частично Ctrl. Эти обстоятельства повлияли на выбор используемых в редакторе клавиш.

## Интерфейс
В отличие от многих привычных редакторов, vi имеет модальный интерфейс. Это означает, что одни и те же клавиши в разных режимах работы выполняют разные действия. В редакторе vi есть два основных режима: командный режим и режим вставки. По умолчанию работа начинается в командном режиме.
В режиме вставки клавиатура используется для набора текста. Для выхода в командный режим используется клавиша Esc или комбинация Ctrl+c.
В командном режиме алфавитные клавиши соответствуют командам перемещения и изменения текста. Так, команды h, j, k, l перемещают курсор на одну позицию влево, вниз, вверх, вправо соответственно, команда x удаляет один символ и т. д. Это позволяет работать без необходимости использования дополнительной клавиатуры и клавиш-модификаторов, таких, как Ctrl, Alt и т. д. Более сложные операции редактирования получаются комбинацией простых, например, 2dw удаляет два слова. Для полнотекстовых операций имеется возможность задавать команды ex в подобии командной строки, например, :1,.s/wiki/[[wiki]]/g заключит все вхождения последовательности символов wiki от начала текста до текущей позиции в двойные квадратные скобки.

### Часто используемые команды
- /str — Поиск строки str вперед. str может быть регулярным выражением
- ?str — Поиск строки str назад
- n — Повторить поиск в том же направлении
- N — Повторить поиск в обратном направлении
- :[range]s/old/new/[g] — Заменить old на new в указанном диапазоне строк range. new и old могут быть регулярными выражениями, а range задается аналогично диапазону строк в редакторе ed. Например, для диапазона строк с 32 по 64 range будет 32,64, первая строка соответствует 1, последняя задается через символ $. Суффикс g означает заменить все вхождения old в строке, а не только первое.
- :e! — перезагрузить текущий файл
- :33 — переместиться на 33-ю строку текстового файла
- i — перейти в режим редактирования
- a — перейти в режим редактирования после текущего символа
- u — отменить последнее действие
- . — повторить последнее действие
- x — вырезать символ под курсором
- yy — копировать строку
- dd — вырезать строку
- p — вставить
- J — склеить две строки
- :w — сохранить файл на диске
- :wq — выход с сохранением файла
- ZZ — выход с сохранением файла
- :q — выход
- :q! — выход без сохранения файла
- ZQ — выход без сохранения файла
- :r — вставить в документ другой файл

Чтобы получить подробную помощь по редактору vi, выполните команду man vi в Unix shell (q — выход из справки).

## Другие редакторы
Спор между сторонниками vi и emacs является классическим примером «религиозных войн».

## Клоныvi
Существуют клоны редактора vi с расширенной функциональностью:
- Vim
- elvis
- vile (англ.)
- nvi (англ.) — реимплементация vi под свободной лицензией BSD
- viper — плагин для Emacs, эмулирующий команды vi